# Seigneurie de Connaught
Le titre de seigneur de Connaught (anglais : Lord of Connaught), fut porté en Irlande par les barons anglo-normands issus de la famille de Bourg après la conquête du royaume de Connacht.

## Origine
Après la première intervention des barons anglo-normands en Irlande Guillaume de Bourg reçoit vraisemblablement le titre de « seigneur de Connaught » mais il ne peut pas prendre possession de son domaine qui demeure entre les mains des Uí Conchobair jusqu’en 1224/1235.
À cette date Richard le Grand se prévalant des droits de son père réclame l’investiture sur le Connacht. Il reçoit l’appui de son parent Hubert de Bourg qui est « justicier d’Irlande » et qui l’autorise à effectuer une levée féodale parmi les barons normands pour conquérir le Connacht à partir de 1227.
Après avoir vaincu Felim mac Cathal Crobderg Ua Conchobair, roi de Connacht issu des Uí Conchobair, qui ne conserve plus comme vassal du roi d'Angleterre que cinq cantons de son ancien royaume Richard de Bourg se proclama seigneur de Connaught en 1235.

## Liste des seigneurs de Connaught
- 1235-1243 : Richard de Bourg. Après sa mort en 1243, il eut comme successeurs :
- 1243-1248 : Richard II, son fils aîné, mort sans postérité en 1248.
- 1248-1271 : Gautier de Bourg, second fils de Richard ; comte d'Ulster en 1264 et mort en 1271.
- 1271-1326 : Richard le Comte Rouge, son fils,comte d'Ulster.
- 1326-1330 : Guillaume le Comte Brun, fils de Jean, mort en 1313 et petit- fils du précédent, comte d'Ulster, assassiné en 1333.

Après le meurtre de ce dernier la « guerre civile des Burgh » éclate. Elle oppose Edmond de Burgh tué en 1338, dernier fils survivant de Richard le Comte Rouge, défenseur des droits de l’héritière légitime Élisabeth de Bourg, fille de son neveu le comte Guillaume, mort en 1333, et fiancée à Lionel d'Anvers à deux membres de la branche cadette de la famille de Bourg : Edmond Albanach Bourke, et Ulick Bod-an-Balcuigh d’Annaghkeen Burke. Ces derniers vainqueurs se partagèrent le Connaught entre leurs seigneuries de Mayo et de Clanricard.
Le titre de seigneur de Connaught tomba alors en désuétude et les héritiers d’Élisabeth de Bourg n’utilisèrent plus que celui de comte d’Ulster.

## Sources
- (en) Cet article est partiellement ou en totalité issu de l’article de Wikipédia en anglais intitulé « Lord of Connaught » (voir la liste des auteurs), édition du 2 décembre 2008.